# Nuevo Vigía
Nuevo Vigía se ubica en la provincia de la provincia de Colón, al noreste del país, a 29 km al norte de la Ciudad de Panamá, la capital del país. A 97 metros sobre el nivel del mar se encuentra en Nuevo Vigía, y tiene 2 163 habitantes. Nuevo Vigía se ubica a orillas del lago Alajuela.